# Jurij Adżem
Jurij Nikołajewicz Adżem, ros. Юрий Николаевич Аджем (ur. 14 stycznia 1953 w Kerczu, w obwodzie krymskim, Rosyjska FSRR) – rosyjski piłkarz, grający na pozycji pomocnika lub obrońcy, trener piłkarski.

## Kariera piłkarska

### Kariera klubowa
Wychowanek klubu Metałurh Kercz. W 1971 rozpoczął karierę piłkarską w klubie Tawrija Symferopol. Na początku 1976 został zaproszony do Torpeda Moskwa, ale nie rozegrał żadnego meczu i latem powrócił do Tawrii. W 1979 przeszedł do CSKA Moskwa, w którym w latach 1980-1981 pełnił funkcje kapitana drużyny. W 1984 został skierowany do służby w Grupie Wojsk Radzieckich w NRD, gdzie bronił barw trzecioligowych klubów BSG Motor Ludwigsfelde, BSG Kabelwerk Oberspree Berlin, BSG Motor Eberswalde i SC Gatow. Po zakończeniu sezonu 1990/91 zakończył karierę piłkarza.

### Kariera reprezentacyjna
Do 1980 bronił barw młodzieżowej reprezentacji ZSRR na Mistrzostwach Europy U-21. 28 marca 1979 debiutował w narodowej reprezentacji ZSRR w meczu towarzyskim z Bułgarią. Ogółem rozegrał 4 mecze.

## Kariera trenerska
Po zakończeniu kariery piłkarza rozpoczął pracę szkoleniowca. Od 1994 do 1996 pomagał trenować CSKA Moskwa. Potem pracował w stabie szkoleniowym klubów Arsenał Tuła (1999), Czernomoriec Noworosyjsk (2000-2001), Rostsielmasz Rostów nad Donem (2001-2002), a później wrócił do CSKA Moskwa, gdzie od 2003 do 2008 roku, a także w latach 2009-2010 prowadził drużynę rezerw CSKA. Od 2010 szkolił dzieci w Sportowej Szkole CSKA.

## Sukcesy i odznaczenia

### Sukcesy piłkarskie
Tawrija Symferopol
- brązowy medalista Pierwoj Ligi ZSRR: 1977
- wicemistrz Wtoroj Ligi ZSRR: 1973
- mistrz Ukraińskiej SRR: 1973
- zdobywca Pucharu Ukraińskiej SRR: 1974
- finalista Pucharu Ukraińskiej SRR: 1975

reprezentacja ZSRR
- mistrz Europy U-21: 1976, 1980

### Sukcesy indywidualne
- wybrany do listy 33 najlepszych piłkarzy ZSRR: Nr 2 (1979)

### Odznaczenia
- tytuł Mistrza Sportu klasy międzynarodowej: 1976 (w 1981 został pozbawiony przez naruszenie dyscypliny)